# Ministerio de Defensa (Arabia Saudita)
El Ministerio de Defensa (en árabe: وزارة الدفاع) es un Ministerio de Arabia Saudita que es responsable de la protección de la seguridad nacional, intereses y soberanía, del país árabe, de las amenazas externas, trabajando con todos los ministerios estatales para conseguir estabilidad y seguridad nacional. El ministro actual de defensa es el heredero a la corona, el Príncipe Mohammad bin Salman, quién fue nombrado el 23 de enero de 2015. El Ministerio incluye cuatro fuerzas armadas: el Real Ejército de Tierra Saudí (RSLF), la Real Fuerza Aérea Saudí (RSAF), la Real Fuerza Naval Saudí, la Defensa Aérea Real Saudí (RSADF).
En 2017 Arabia Saudita ocupó el tercer puesto en gasto militar, siendo el país de Medio Oriente que más gasta en el ámbito militar. Con un presupuesto destinado de $69.4 mil millones, representando 10% del producto interno bruto del país (PIB), Arabia Saudita reemplazó a Rusia, el cual ocupaba el cuarto puesto en gasto militar, según el Instituto Internacional de Investigación de la Paz de Estocolmo (SIPRI). El SIPRI también declaró que Arabia Saudita es el país mejor armado en la región de Golfo Pérsico con base en su inventario, el cual cuenta con equipamiento moderno.

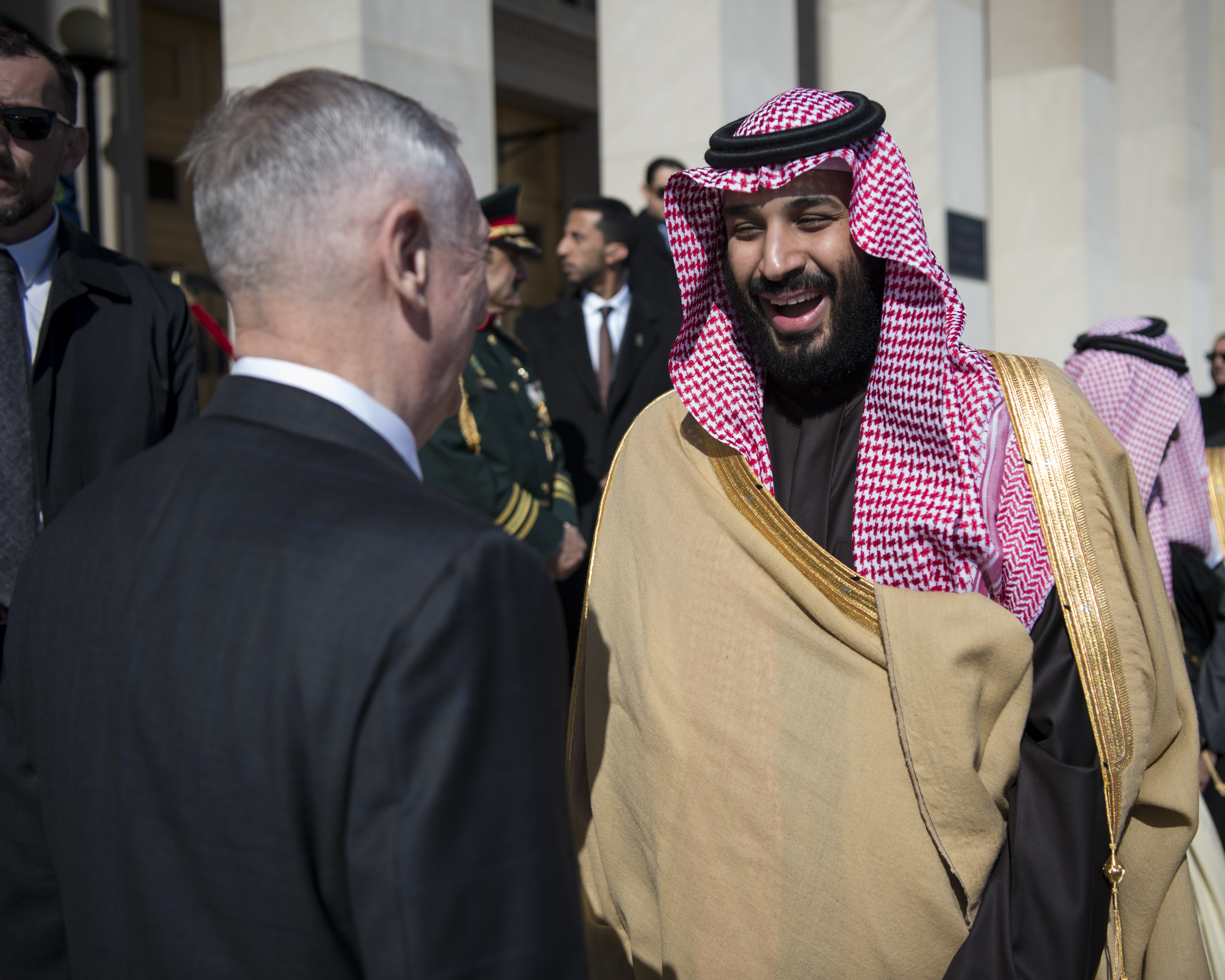
El Príncipe Mohammad bin Salman, en su posición oficial como Primer ministro de Diputados y Ministro de Defensa, con el Secretario de Defensa de EE. UU. James Mattis en 2018.

## Historia
Administración de Asuntos militares
En 1929, Un orden real fue emitido por el Rey Abdulaziz, fundador de Arabia Saudita, para crear la Administración de Asuntos Militar para que se encargara de los asuntos militares y construir un ejército fuerte basado en la religión islámica. Se crearon varias secciones y divisiones que fueron organizadas en unidades de ametralladoras, infantería y artillería
Agencia de defensa
Además de la Administración de Asuntos Militar, el Rey Abdulaziz creo la Agencia de Defensa en 1934 como requisito de la expansión y modernización que se tenía previsto, los destacamentos que se crearon a raíz de esto fueron distribuidos en ciudades y puertos estratégicos del país.
Presidencia de Plana Mayor
En 1939, la Presidencia de Plana Mayor fue establecida, reemplazando la Administración de Asuntos Militar.
Ministerio de Defensa y aviación.
En 1943, el Ministerio de Defensa fue creado reemplazando a la Agencia de Defensa, más tarde en 1952, su nombre fue cambiado a ministerio de defensa y aviación.
Ministerio de Defensa
En 2011, el Ministerio de Defensa y Aviación paso a llamarse Ministerio de Defensa.

## Ministros de Defensa
- Mansour bin Abdulaziz Al Saud (10 de noviembre de 1943–2 de mayo de 1951)[7]
- Mishaal bin Abdulaziz Al Saud (12 de mayo de 1951–1953)
- Fahad bin Saud bin Abdulaziz Al Saud (1957–1960)
- Mahoma cubo Saud Al Saud (1960-22 de octubre de 1963)
- Sultan bin Abdulaziz Al Saud (22 de octubre de 1963–22 de octubre de 2011)
- Salman bin Abdulaziz Al Saud (5 de noviembre de 2011–23 de enero de 2015)
- Mohammad bin Salman (23 de enero de 2015–presente)